# System Stanisławskiego

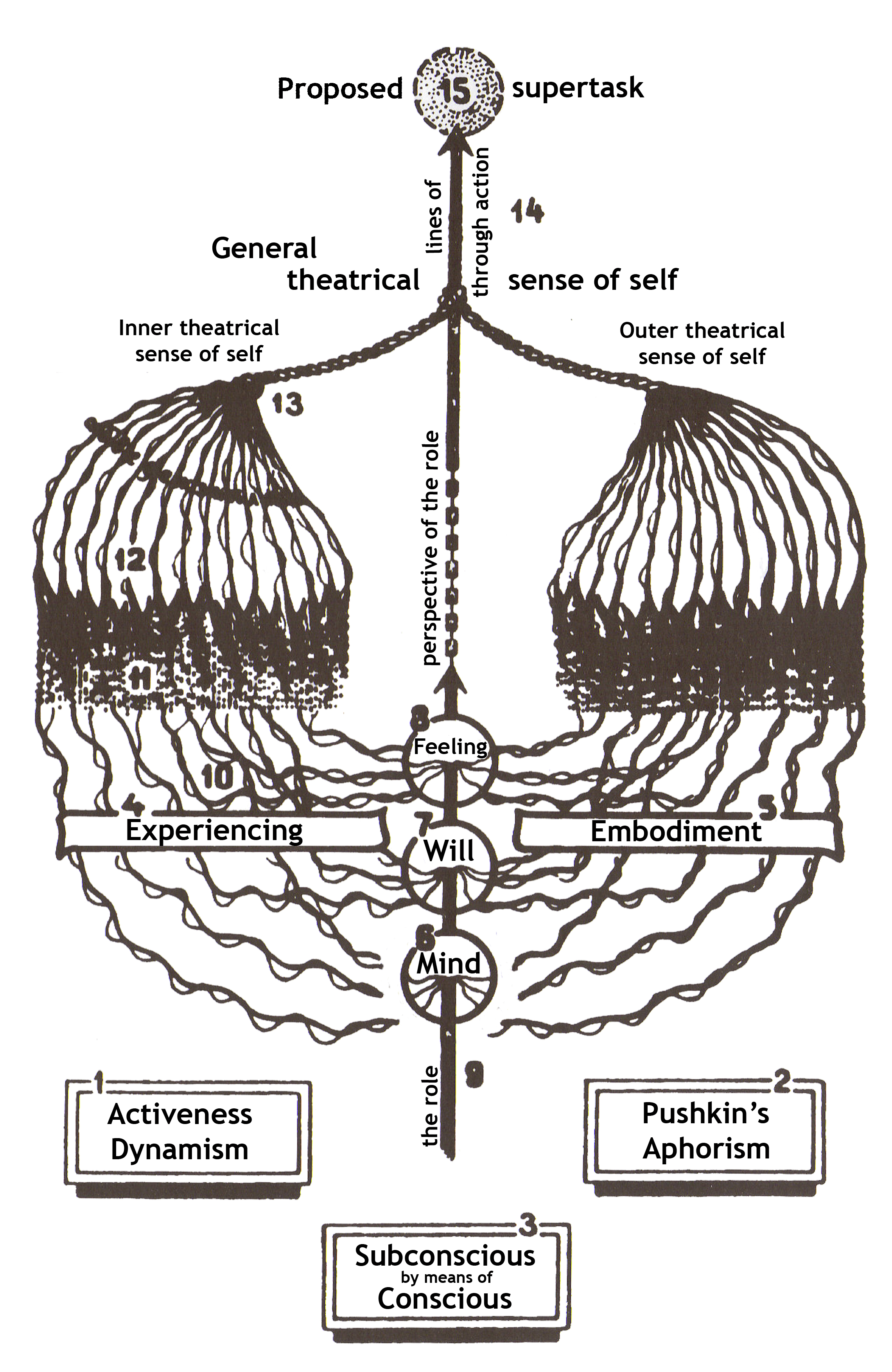
Schemat systemu Stanisławskiego, oparty na Plan of Experiencing (1935)

System Stanisławskiego – określenie zbioru reguł sztuki aktorskiej opracowanych przez rosyjskiego reżysera teatralnego Konstantina Stanisławskiego.
System Stanisławskiego odkrywał nowe środki techniki aktorskiej oparte na realizmie psychologicznym postaci. Ten model angażuje w grę cały organizm. W przeciwieństwie do Diderota Stanisławski uważał, że umysł i ciało współgrają dzięki podświadomości (sprzeciwiał się teorii umysłu kierującego ciałem). Uważał, że „świadomie oddziałuje na podświadomość” i to było jednym z jego podstawowych haseł. Uważał za podstawę do gry tzw. „okoliczności założone”, w których skład wchodzi m.in. „zadanie główne”. Są to okoliczności scenariuszowe, jak również historyczne, a także konsekwencje wynikające z decyzji reżysera czy wizji scenografa, które po wnikliwej analizie psychologicznej tworzą schemat stworzenia postaci aktorskiej.
„Zadanie założone” jest głównym zadaniem danej postaci w założeniu scenariusza, natomiast podczas poszczególnych scen dzieli się na „zadania poboczne”. Według systemu Stanisławskiego aktor miał nakaz czerpania z punktów odniesień własnych, to jest zapisu przeżyć wewnętrznych, wspomnień itp. Zgodnie z tym schematem zaczyna się od tego, że aktor potrafi wyobrazić sobie wszystko cieleśnie. Wyobraża sobie, co by się stało, gdyby znalazł się w takiej sytuacji.
Aktor powinien być w każdej chwili gotowy na odbieranie bodźców, a co za tym idzie na dokonanie improwizacji. Na grę aktora wpływają również gra jego partnera i dostarczane przez niego bodźce, a także wyobraźnia, obserwacja i własne przeżycia, czyli to, na czym według Stanisławskiego powinni opierać się aktorzy.
System został opisany po raz pierwszy w pracy Stanisławskiego Работа актёра над собой (tłum. praca aktora nad sobą).